# Simon Dethier
Simon Dethier, né le 29 mars 1988 à Malmedy, est un homme politique belge, membre du parti Les Engagés (LE).

## Biographie
Simon Dethier nait le 29 mars 1988 à Malmedy.
Le 4 février 2025, il devient député fédéral à la Chambre des représentants en remplaçant Vanessa Matz qui devient ministre dans le gouvernement De Wever.